# Nina Gurol
Nina Gurol (* 21. Mai 1997 in Leverkusen) ist eine deutsche Pianistin, Konzertkuratorin und Sterbebegleiterin.

## Leben
Nina Gurol erhielt ihren ersten Klavierunterricht mit sechs Jahren an der Musikschule in Leverkusen. Mit 13 Jahren wurde sie am „Pre-College Cologne“ der Hochschule für Musik und Tanz Köln als Jungstudentin aufgenommen. Dort studierte Nina Gurol zunächst bei Nina Tichman und anschließend bei Gesa Lücker, bei der sie seit 2015 auch ihr Bachelorstudium fortsetzt. Im Wintersemester 2016/2017 absolvierte Nina ein Auslandssemester am Bonporti Conservatorio di Musica in der Klasse von Mario Coppola.
Nina Gurol wurde mehrfach, auch international ausgezeichnet. Ihre Konzerttätigkeit führte sie nicht nur in viele Länder Europas, sondern auch in die USA, Russland und China sowie in Säle wie dem Mariinski-Theater St. Petersburg, der Elbphilharmonie Hamburg, der Philharmonie Köln, der Philharmonie Essen, dem Beethoven-Haus Bonn und in dem Guotai Arts Center Chongqings. Sie spielte u. a. bei Festivals wie dem Klavier-Festival Ruhr, dem Acht Brücken Festival Köln, den Gezeitenkonzerten in Ostfriesland, zum Bachfest Leipzig, Podium Festival Esslingen und den Köthener Bachfesttagen.
Zudem engagiert sich Nina Gurol ehrenamtlich als Sterbebegleiterin und wurde im September 2021 zum Vorstandsmitglied des Hospiz-Verein Leverkusen gewählt. In ihren Konzerten sucht sie stetig die Schnittstelle zwischen der Auseinandersetzung mit Tod, Trauer und der klassischen Musik und erforscht diese im Rahmen ihres kunstsozialen (Schul-)Projektes LebensTöne zusammen mit dem Hospizverein in Leverkusen.
Nina Gurol ist seit 2015 Stipendiatin der Deutschen Stiftung Musikleben und der Werner Richard – Dr. Carl Dörken Stiftung. 2018 wurde Nina Gurol mit dem Deutschlandstipendium ausgezeichnet.